# 肇兴镇 (萝北县)
肇兴镇，是中华人民共和国黑龙江省鹤岗市萝北县下辖的一个乡镇级行政单位。

## 行政区划
肇兴镇下辖以下地区：
裕丰村、先锋村、三马架村、建兴村、永兴村、东兴村、胜利村、前锋村、群力村和龙江村。